# 寺河戸村
寺河戸村（てらかわどむら）は、かつて岐阜県土岐郡に存在した村。
現在の瑞浪市寺河戸町など、市の中心地付近に該当する。

## 歴史
- 1889年（明治22年）7月1日 - 町村制により寺河戸村が発足。
- 1897年（明治30年）4月1日 - 山田村、小田村と合併し、瑞浪村が発足。同日寺河戸村は廃止。

## 寺院
- 寶林寺
- 通源寺
- 正宗寺
- 旭王寺
- 長見寺
- 清光院